# Ausbildungsintegrierter dualer Studiengang
Ausbildungsintegrierte duale Studiengänge kombinieren ein Studium an einer Hochschule oder Akademie mit einer praktischen Berufsausbildung im Betrieb.

## Konzept
Bundesweit gibt es knapp 700 duale Studiengänge mit über 40.000 Studierenden an Fachhochschulen, Berufsakademien, Verwaltungs- und Wirtschaftsakademien und auch an mehreren Universitäten. Gemeinsam ist allen Ausbildungsangeboten ein ständiger Wechsel zwischen theoretischem Unterricht an der Hochschule oder Akademie und praktischen Phasen im Ausbildungsbetrieb. Um beides zu schaffen, ist das Studium straff organisiert, dafür sind die Karrierechancen nach der Ausbildung besonders gut. Dieses System heißt duales Studium oder auch duale Ausbildung.
Innerhalb von drei bis maximal fünf Jahren erwerben die Studierenden mit dem Berufsabschluss (i. d. R. mit Kammerabschluss) sowie Hochschuldiplom/Bachelor gleichzeitig zwei Abschlüsse.
Meist ist die berufliche Ausbildung auf 2 Jahre verkürzt, sodass im Hauptstudium genügend Zeit für die Bachelor-Arbeit bleibt. Nach zwei Jahren wird in der Regel eine Prüfung für den Ausbildungsberuf an der jeweiligen IHK abgelegt.
Das Wissen dafür muss neben dem Studium selbst erarbeitet werden, viele Unternehmen unterstützen jedoch ihre Anwärter mit Seminaren o. ä.
In der Regel erhalten dual Studierende während der gesamten Ausbildungsdauer eine Ausbildungsvergütung.
Voraussetzungen für ein solches Studium sind Abitur oder die Fachhochschulreife sowie ein Ausbildungsvertrag mit einem Unternehmen. Duale Studiengänge stellen durch die kombinierte Ausbildung hohe Anforderungen an Leistungsbereitschaft und Engagement der dual Studierenden.
Besonders innerhalb der Praxiszeit im Unternehmen kommen auf die Studierenden große Belastungen zu, denn in dieser Zeit muss das theoretische Wissen, was normalerweise an der Hochschule vermittelt worden wäre, im Selbststudium nachgearbeitet werden.
Auch wenn das Angebot dualer Studiengänge kontinuierlich wächst, sind die Plätze sehr begehrt. Interessenten sollten sich daher mindestens ein Jahr im Voraus bei einem Unternehmen bewerben.

## Beispiele
Ausbildungsintegrierte duale Studiengänge gibt es vor allem in den Bereichen
- Wirtschaft in Kombination mit kaufmännischen Berufen, z. B. Betriebswirtschaftslehre, International Business, Gesundheitsökonomie, Medienwirtschaft, Steuerrecht, Tourismuswirtschaft, Fitnessökonomie, Wirtschaftsrecht
- Technik in Kombination mit technischen Berufen, z. B. Mechatronik, Elektrotechnik, Maschinenbau, Mikrotechnologie, Biotechnologie, Papiertechnik, Chemieingenieurwesen, Bauingenieurwesen, Wirtschaftsingenieurwesen
- Informatik in Kombination mit technischen Berufen, z. B. Allgemeine Informatik, Wirtschaftsinformatik, Medieninformatik, medizinische Informatik

Ebenfalls angeboten werden duale Studiengänge im Sozialwesen oder im Pflegemanagement, deren korrespondierende Assistentenabschlüsse aber keinem anerkannten Ausbildungsberuf entsprechen, sondern rein schulische Ausbildungsgänge widerspiegeln. Ein umfangreiches duales Studienangebot im Bereich Sozialwesen gibt es z. B. an mehreren Standorten der Dualen Hochschule Baden-Württemberg (DHBW). Weitere duale Studiengänge sind praxisintegrierte, berufsintegrierte oder berufsbegleitende Studiengänge.
Gelegentlich werden ausbildungsintegrierte duale Studiengänge als Triales Studium bezeichnet, so z. B. wenn neben Berufsabschluss und akademischem Grad noch ein Meisterbrief erworben wird oder um das Zusammenspiel von Berufsschule, Ausbildungsbetrieb und Hochschule zu unterstreichen.